# Пасюков Володимир Павлович
Володимир Павлович Пасюков ( рос: Владимир Павлович Пасюков) (29 липня 1944 - 20 червня 2011) - російський оперний, народний і хоровий співак, який мав низький голос в діапазоні Бас Профундо. Він народився у Санкт-Петербурзі.
Пасюков мав мелодійний тон для глибини нот, які він співав. Його якість співу була незмінною в його діапазоні. Примітно, що він мав темний виразний оксамитовий тембр . Його голос надав глибоку силу вищим тонам, які співали решта хору. Пасюков вийшов на пенсію за кілька років до смерті 20 червня 2011 року. Його багато хвалили як одного з найкращих октавістських співаків в історії.

## Кар'єра
У 1980-х роках Пасюков працював у Ленінградській академічній капелі «Глінка», потім співав переважно з камерним хором Санкт -Петербурга, а потім «Чоловічим хором Санкт -Петербурга» . Він також співав у хорі Казанського собору в Санкт -Петербурзі . Пасюков також співпрацював з іншими хорами, такими як Чоловічий хор Валааму .

## Дивись також
- Знаменний спів

## Подальше читання
- Morosan, Vladimir Choral Performance in Pre-revolutionary Russia, UMI Research Press, 1986. ISBN 0-8357-1713-5
- Rommereim, J. C., "The Choir and How to Direct It: Pavel Chesnokov's magnum opus", Choral Journal, Official Publication of the American Choral Directors Association, XXXVIII, no. 7, 1998| Гітара | Це незавершена стаття про співака. Ви можете допомогти проєкту, виправивши або дописавши її. |